# Premio Sant Jordi al miglior film spagnolo
Il Premio Sant Jordi per il miglior film spagnolo (Premio Sant Jordi a la mejor película española, in passato Premio San Jorge a la mejor película española) è un premio assegnato nell'ambito della rassegna cinematografica e culturale Premi Sant Jordi per la Cinematografia. 

## Storia
Il premio è nato dall'iniziativa di due critici della Radio Nazionale di Spagna (RNE), Jordi Torrás ed Esteve Bassols, e viene assegnato sin dal 1957 al fine di promuovere i film spagnoli o internazionali di qualità. In seguito alla transizione spagnola alla democrazia, la rassegna è stata ribattezzata semplicemente Premi Sant Jordi.
Il premio consiste in una statuetta e non prevede alcuna dotazione in denaro e viene conferito annualmente da una giuria composta da critici cinematografici operanti esclusivamente nei media di Barcellona. Si tratta pertanto di un premio strettamente legato al capoluogo catalano.
Qui di seguito vengono elencati, suddivisi per decadi, i film vincitori del premio dal 1957 ad oggi. A sinistra viene indicato l'anno di assegnazione del premio, al centro la versione italiana e a destra il nome del regista del film.

## Albo d'oro

### Anni 1950
- 1957: Calle Mayor, regia di Juan Antonio Bardem[1]
- 1959: Il mostro di Mägendorf (El cebo), regia di Ladislao Vajda

### Anni 1960
- 1960: Ho giurato di ucciderti (La venganza), regia di Juan Antonio Bardem
- 1961: El cochecito - La vetturetta (El cochecito), regia di Marco Ferreri
- 1962: Placido, regia di Luis García Berlanga
- 1963:  Los atracadores, regia di Francisco Rovira Beleta
- 1964: La ballata del boia (El verdugo), regia di Luis García Berlanga[2]
- 1965: Zia Tula (La tía Tula), regia di Miguel Picazo
- 1966: Colpo grosso a Galata Bridge (Estambul 65), regia di Antonio Isasi-Isasmendi
- 1967: La caccia (La caza), regia di Carlos Saura[3]
- 1968: Frappé alla menta (Peppermint frappé), regia di Carlos Saura
- 1969: Radiografia di un colpo d'oro (Las Vegas, 500 millones), regia di Antonio Isasi-Isasmendi

### Anni 1970
- 1970: Tristana, regia di Luis Buñuel[4]
- 1971: Fortunata y Jacinta, regia di Angelino Fons
- 1972: Il giardino delle delizie (El jardín de las delicias), regia di Carlos Saura[5]
- 1973: Mi querida señorita, regia di Jaime de Armiñán
- 1974: Corazón solitario, regia di Francesc Betriu
- 1975: La cugina Angelica (La prima Angélica), regia di Carlos Saura
- 1976: Furtivos, regia di José Luis Borau
- 1977: Il ponte (El puente), regia di Juan Antonio Bardem
- 1978: Tigres de papel, regia di Fernando Colomo
- 1979: La vieja memoria, regia di Jaime Camino

### Anni 1980
- 1980: Nell'occhio della volpe (La verdad sobre el caso Savolta), regia di Antonio Drove
- 1981: Patrimonio nazionale (Patrimonio nacional), regia di Luis García Berlanga
- 1982: Maravillas, regia di Manuel Gutiérrez Aragón[6]
- 1983: I diavoli in giardino (Demonios en el jardín), regia di Manuel Gutiérrez Aragón
- 1984: El sur, regia di Víctor Erice
- 1985: Che ho fatto io per meritare questo? (¿Qué he hecho yo para merecer esto?), regia di Pedro Almodóvar
- 1986: Los motivos de Berta, regia di José Luis Guerín
- 1987: Il viaggio in nessun luogo (El viaje a ninguna parte), regia di Fernando Fernán Gómez
- 1988: Angustia, regia di Bigas Luna
- 1989: Remando nel vento (Remando al viento), regia di Gonzalo Suárez

### Anni 1990
- 1990: Il bambino della luna (El niño de la luna), regia di Agustín Villaronga
- 1991: Innisfree, regia di José Luis Guerín
- 1992: Amanti (Amantes), regia di Vicente Aranda[7]
- 1993: Belle Époque, regia di Fernando Trueba
- 1994: La ardilla roja, regia di Julio Medem[8]
- 1995: Días contados (Días contados), regia di Imanol Uribe[9]
- 1996: Terra e libertà (Tierra y libertad), regia di Ken Loach[10]
- 1997: Le cose che non ti ho mai detto (Cosas que nunca te dije), regia di Isabel Coixet
- 1198: Segreti del cuore (Secretos del corazón), regia di Montxo Armendáriz
- 1999: Tren de sombras, regia di José Luis Guerín

### Anni 2000
- 2000: Goya (Goya en Burdeos), regia di Carlos Saura
- 2001: El portero, regia di Gonzalo Suárez
- 2002: En construcción, regia di José Luis Guerín
- 2003: Box 507 (La caja 507), regia di Enrique Urbizu
- 2004: La mia vita senza me (Mi vida sin mí), regia di Isabel Coixet
- 2005: Mare dentro, regia di Alejandro Amenábar
- 2006: La vita segreta delle parole (La vida secreta de las palabras), regia di Isabel Coixet
- 2007: Il labirinto del fauno (El laberinto del fauno), regia di Guillermo del Toro
- 2008: La soledad, regia di Jaime Rosales
- 2009: Camino, regia di Javier Fesser[11]

### Anni 2010
- 2010: Cella 211 (Celda 211), regia di Daniel Monzón[12]
- 2011: Enterrado/Sepultado, regia di Rodrigo Cortés[13]
- 2012: Chico y Rita, regia di Fernando Trueba, Javier Mariscal & Tono Errando[14]
- 2013: Blancanieves, regia di Pablo Berger[15]
- 2014: Gente en sitios, regia di Juan Cavestany[16]
- 2015: Loreak, regia di José María Goenaga & Jon Garaño[17]
- 2016: Isla bonita, regia di Fernando Colomo
- 2017: La propera pell, regia di Isaki Lacuesta & Isa Campo
- 2018: Tierra firme, regia di Carlos Marqués-Marcet[18]